# Marlena Drozdowska
Marlena Drozdowska z domu Wiśniewska (ur. 15 lipca 1958 w Giżycku) – polska piosenkarka.

## Życiorys
Absolwentka Wydziału Piosenkarskiego Średniej Szkoły Muzycznej w Warszawie.
Debiutowała w 1973 na FPiPS w Krakowie. W tym samym roku rozpoczęła współpracę z Grupą I, z którą na XII Festiwalu Piosenki Polskiej w Opolu w 1974 wykonała piosenkę „Radość o poranku” (muz. Juliusz Loranc, sł. Jonasz Kofta) i zdobyła nagrodę Ministra Kultury i Sztuki. Następnie występowała w kabarecie Pod Egidą. W latach 1976–1980 występowała we wschodnioniemieckim zespole wokalnym Gerd Michaelis Chor.
Do 1985 koncertowała z własnym zespołem Hotline głównie w dyskotekach w zachodniej Europie, m.in. w RFN, Austrii oraz Szwajcarii. W 1985 wróciła do Polski i wydała swoją pierwszą solową płytę, będącą wynikiem współpracy z kompozytorem Andrzejem Korzyńskim. Pochodząca z tej płyty piosenka „Bajadera plaża” została przebojem Lata z Radiem w 1986 w plebiscycie słuchaczy.
Latem 1991 wraz z aktorem Markiem Kondratem nagrała kasetę, która w zamierzeniu miała być parodią chodnikowo-straganowych przebojów. Ukazanie się tego nagrania wywołało jednak skutek odwrotny do zamierzonego, a piosenka „Mydełko Fa”, z tekstem Andrzeja Korzyńskiego zdobyła bardzo dużą popularność wśród zwolenników disco polo i stała się wielkim przebojem. Miłośnicy polskiego disco nie zauważyli prześmiewczego charakteru piosenki i przyjęli ją niemalże za swój hymn. „Mydełko Fa” przez kilka miesięcy utrzymywało się również na pierwszym miejscu międzynarodowej listy przebojów radia For You w Chicago. Współpracowała też z kompozytorem Januszem Piątkowskim, który był najbliższy muzycznym aspiracjom piosenkarki.

## Życie prywatne
Jej mężem jest Jan Drozdowski, gitarzysta i szef artystyczny przedsięwzięć muzycznych piosenkarki.

## Nagrody
- 1974: Nagroda Ministra Kultury i Sztuki za utwór Radość o poranku
- 1996: nagroda na festiwalu Bratysławska lira za piosenkę Wołaj[2]

## Dyskografia
Solowa
- 1988 LP: Bajadera plaża (Pronit PLP-0124)
- 1991: Mydełko Fa
- 1991 LP: Dziewczyna glina (Muza SX-3046)
- 1992: Mydełko Fa 2 / Budyniowe Góry (Disco Amigos)[3]
- 1994: Bananowy raj
- 1995 CD: Wołaj (Koch International)
- 1996 CD: Moje najlepsze (Koch International)
- 1998 CD: Łatwe życie (ZPR Records)
- 2005 CD: Czasami nie jest źle (Marlena Production)
- 2007 CD: Kolędy (Marlena Production)

Źródło.
Składanki
- 1974 LP różni wykonawcy (pod nazwiskiem panieńskim jako Marlena Wiśniewska): Opole ’74 – Premiery (Muza SXL 1131)
- 1987 SP Marlena Drozdowska / Irena Santor, Marian Kociniak: Przeboje Lata z radiem (Tonpress S-643)
- 1988 LP różni wykonawcy: Pan Kleks w kosmosie (Polton LPP-036)
- 1991 LP różni wykonawcy: Magic Box, czyli tajemnica Melośmiacza – Musical (LP, Muza SX-3039/40)

Sesyjna
- 1986 LP Piotr Fronczewski: Na progu raju (Polton LPP-029)